# 赤毛のアン (アニメ)
『赤毛のアン』（あかげのアン）は、1979年1月7日から12月30日まで、フジテレビ系列で毎週日曜19:30 - 20:00（JST）に全50話が放送された、日本アニメーション制作のテレビアニメ。「世界名作劇場」の第5作目に当たる。厚生省児童福祉文化賞受賞（1979年）。
本項目では、2010年に公開された再編集版の映画『赤毛のアン グリーンゲーブルズへの道』についても併せて取り扱う。

## 概要
原作はL・M・モンゴメリの長編小説『赤毛のアン』。同作品の翻訳は数多いが、本作品の制作に当たって用いられた底本は、1973年の神山妙子訳（旺文社文庫、新学社文庫）である。制作当時、もっとも原書に忠実な完訳であったことから選ばれた。この旺文社文庫版は現在では絶版のため、入手が困難となっている（グーテンベルク21のデジタルブック版は入手可。外部リンクを参照）。また新学社文庫版は中学生用図書教材という性質上、一般書店では流通していないが、最寄りの新学社教材取扱店が注文を受けてくれれば、現在でも個人での入手は可能である。
本作品は原作を忠実に、そのまま映像化した作品として高い評価を受けている。時代設定、第1話の作中で「今からおよそ80年ほど前」（1890年代）と、原作と同様の説明がなされている。また、原作では作者のモンゴメリが愛読していた、ルイス・キャロルの児童小説『不思議の国のアリス』の引用があり、本作品でもこれにならう形で同書を紹介する場面がある。監督の高畑勲は原作に忠実な作りにした理由として、会話劇のおもしろさやアンやマリラなどの登場人物それぞれの立場に立つことで二重に楽しめる構造など、原作の良さを活かすためとしている。
他方で前作までと同様に、アニメオリジナルのエピソードも存在し、第25話を皮切りに物語の後期辺りで多数追加されている。また原作でアンがダイアナとの家の間に横たわる森に「お化けの森」と名づけるくだりのように、原作にありながらもアニメではカットされているエピソードもある。この他第33話での、アンが食べたリンゴを毒入りだと信じて遺書を書くエピソードは、同じモンゴメリーの「エミリー」シリーズ（三部作）第一作である"Emily of New Moon"（新潮文庫『可愛いエミリー』村岡花子訳、偕成社文庫『エミリー』神鳥統夫訳）から取られており、エミリーのエピソードをアンに置き換える形で制作された。
作画が安定している「世界名作劇場」シリーズにしては珍しく動画の乱れが存在しており、時々マリラがコマ送りで移動する、マシュウの髪・ヒゲの色が煩雑に変わるなどの事例がある（特に第23話が顕著）。理由として、動画の原版は完成していたが撮影の都合で休日に跨ってしまい、彩色を担当するスタジオロビンが休みだったために仮に撮影された映像をそのまま本放送に使用したためである。後に原版を差し替える予定であったが、そのままになってしまった。
原作の刊行から100周年、そして本作品の放送から30周年を迎えた2009年には、これらを記念して制作されたアニメ『こんにちは アン 〜Before Green Gables』が、「世界名作劇場」の新作としてBSフジで放送された。

## 登場人物
アンと同級生達は物語後期で思春期（あるいは青年期の初期）に差し掛かるため、成長した様子が描かれ大人びた容姿に変化をしている。後年「世界名作劇場」として制作された『私のあしながおじさん』や『レ・ミゼラブル 少女コゼット』においても、同様の演出が採り入れられている。

### グリーン・ゲイブルズの人物
アン・シャーリー
声 - 山田栄子
生まれてすぐに両親を病気で失い、トマス家・ハモンド家とたらい回しされ子守同然にこき使われたあと孤児院に送られる。
愛に飢えた寂しい子ども時代を過ごした女の子。髪は赤毛でそばかすだらけ、目は大きくやせっぽち。
自分の容姿にコンプレックスを持っているが、格好のいい鼻を持っていることになぐさめを見いだしている。
アンの綴りは、末尾にeの付く「Anne」であると、彼女自身は拘っている。本当は、コーデリア・フィッツジェラルドという名前にしてもらいたかったが、結局はアンになった。
この名前は父親が名付けてくれた物で、父親自身も女王（恐らくイギリスの『Anne Stuart』）と綴りが同じだということに拘っていたということが『こんにちは アン 〜Before Green Gables』で明かされている。
感受性が豊かで、おしゃべり。悲しいことも得意の想像力で喜びにかえていく。
アン役の山田栄子は、本作品がテレビアニメでの初主演作となった。アン役の声優オーディションで最終選考に残ったのは山田と島本須美で、スタッフの大半は島本推しであったが、アンは一所懸命背伸びしてるし、子どもにしては言葉を飾りすぎるという特徴を表現できるとして、高畑は上手くない山田を推した。
マシュウ・カスバート
声 - 槐柳二
アンを引き取った老兄妹の兄。
農業とアベイ銀行に預けた蓄えの利子で細々と暮らしている。
内向的で無口で気が小さく、特に女性が苦手という性格のため、60歳を過ぎても独身。
心臓発作をたびたび起こしている。アンと出会ったことで人嫌いの性格を少しずつ改善していく。
アンを大きな愛で見守り、かわいがっている。
「そうさのう」の相槌が口癖。長らく狭心症を患っており発作の間隔も短くなっていて周囲からも心配されていた。
第47話でマーチンに頼んで街から持ってきてもらった新聞にあったアベイ銀行の破綻の新聞記事を読んだその直後、玄関先で発作を起こしたまま帰らぬ人となってしまう。
第48話の墓標は1813-1881。
マリラ・カスバート
声 - 北原文枝
マシュウの妹。独身。共に暮らす兄とは対照的に、てきぱきとした女性。
家事全般が得意で料理上手。男の子を引き取る予定だったのが、手違いでやって来たアンに当初は驚かされてばかりいた。
現実主義者であり、アンには辛らつな小言を言ったりと厳しく養育しているものの、内心では実子と変わらぬ深い愛情を抱いている。
視力が低く、時々頭痛を起こしている。かつてギルバートの父ジョン・ブライスと親しかったらしい（第48章）。「やれやれ」が口癖。
担当声優の北原は本放送終了の翌年に亡くなっており、後に制作された総集編では本放送時の北原のセリフを再編集するという形で出演している。
レイチェル・リンド夫人
声 - 麻生美代子
グリーン・ゲイブルズの近所に住んでいて、マリラの旧友。
おしゃべりで、単純明快な性格。アヴォンリーの情報通であり、またその面倒見のいい性格のため地域住民から頼りにされる存在であるが、説教が多いのが玉に瑕。
アンに癇癪を起こされ憤慨するが、それがきっかけでアンと親しくなる。政治にも興味があり、式典等があると政治家を見にわざわざ遠方まで出向くほど。
ジェリー・ブート
声 - 田中亮一（一時代役・キートン山田）
グリーン・ゲイブルズの農場手伝い。原作ではほとんど名前のみの登場で、セリフらしいセリフもない。
食いしん坊でお調子者。食べ方が下品。アンに自分のリンゴを食べられたことに腹を立て、リンゴに猫いらずを塗っておいたなどと言ってアンを慌てさせる。
彼の描写に、カナダにおけるフランス系移民（フランス系カナダ人）の子孫の置かれた境遇も仄めかされている。
マーチン
声 - 沢りつお
グリーン・ゲイブルズの新しい手伝い。マリラの御者。

### スペンサー家関連
アレキサンダー・スペンサー夫人
声 - 坪井章子
偶然に重なった手違いで、男の子を欲するカスバート家へアンを連れてきた張本人。その手違いは結局、アンそしてマシュウとマリラを幸せへと導くこととなる。手違いを気がかりにしていたのか、成長したアンに富豪との養子縁組を持ちかけるが丁重に断られる。
リリー・ジョーンズ
声 - 貴家堂子
スペンサー夫人が孤児院から引き取った幼い女の子。
フローラ・ジェーン・スペンサー
声 - 吉田理保子
スペンサー家の娘。リリーとはすぐに打ち解けていた様子。
ロバート・スペンサー
スペンサー夫人の弟。
ナンシー・スペンサー
ロバートの娘。
ブルエット夫人
声 - 京田尚子
マリラが手違いで来たアンを孤児院へ返そうとスペンサー家に行った際に別件でスペンサー家に現れた意地悪そうなおばあさん。アンを子守りとして引き取ると言った。アンの引き取り手が彼女になるかもしれなかったことが、マリラの決意を促す一要因になったとも言える。

### オーチャード・スロープ（バリー家）の人物
ダイアナ・バリー
声 - 高島雅羅
読書好きな優しい少女。
体形がふっくらとして、黒髪でふたつの三つ編みを赤いリボンで留めている髪型が特徴。
歌が上手く音楽を習っている。
グリーン・ゲイブルズの隣にある「オーチャード・スロープ」に住んでいる。
アンと出会って意気投合し、「心の友」としての誓いを立てる。大きくなってからもその友情は変わることはなかった。
蝋燭の灯による、一種の「発光信号」で、向かいの丘のアンと互いを呼び出している。
ミニー・メイ・バリー
声 - 小山まみ（現・小山茉美）
ダイアナの妹。喉頭炎で生命の危機に瀕し、子守りの経験豊かで対処法を知っていたアンに救われる。
後にアンの生徒となる。
ジョセフィン・バリー
声 - 川路夏子
ダイアナの大叔母。
シャーロットタウンに『ぶなの木屋敷』という豪華な屋敷をもっている。
ダイアナの家に泊まりに来て、客室で就寝中に何も知らないアンとダイアナに上から飛び乗られて立腹する。
気難しい老婦人だがアンのことをとても気に入り、クリスマスプレゼントを与えたりクィーン学院受験時の宿として屋敷に招いたりするなどアンへの愛情を見せる。
できることならアンを手元に置きたいとまで思っている。
バリー夫人
声 - 武藤礼子
ダイアナの母。
アンが誤ってダイアナにぶどう酒を飲ませてしまったことをわざと飲ませたものと思い込み、ダイアナにアンと絶交するよう言い渡す。後にアンがミニー・メイの命を救ったことに感謝し、ようやく誤解が解けたことで再びアンとダイアナとの仲を認めるようになる。
バリー氏
声 - 依田英助
ダイアナの父、ジョセフィンの甥。
メアリー・ジョー
声 - 中谷ゆみ
バリー家のメイド。ミニー・メイの病気の日に登場。

### アヴォンリー小学校
テディ・フィリップス先生
声 - 清川元夢
アンのクラスの担任。プリシー・アンドリュースにぞっこん。
高飛車な物言いはアンの自尊心をたびたび傷つけ、特にアンとギルバートとの関係には火に油を注ぐような結果をまねいた。
生徒の人気は無かったが、退任の際の挨拶にクラスの女生徒全員が号泣した。
ミュウリエル・ステイシー先生
声 - 鈴木弘子
フィリップス先生の後任でアヴォンリー初の女性教師。アンのあこがれの先生。
アンの才能を認め、いろいろ指導してくれる。
クィーン学院進学希望者のための特別授業クラス「クィーン組」を編成する。
優しいが、物言いのはっきりとしたすてきな女性で、彼女に出会いアンは教師を目指すようになる。
とりわけ大きな「ふくらみ袖」が、ステイシー先生の、進取的で勝気な性格を物語っている。
ギルバート・ブライス
声 - 井上和彦
アンの同級生。
アンの気を引こうとして赤毛を「ニンジン」とからかってしまい、憤慨したアンに石板を頭に叩き付けられる。何度も謝罪と親切を繰り返したものの、以来5年もの間アンに無視され続けた。
本来は心優しい紳士で、学業の成績も良く、また活発でリーダーシップを発揮し人望を集めている。
クィーン学院へも進学し、その後アンとはライバル且つ良き友人となる。本作品では描かれていないが、モンゴメリの原作小説では後にアンと結婚する。
チャーリー・スローン
声 - 青木和代
アンの同級生。ギルバートの仲間。アンに気がある。クィーン学院に進学。将来の夢は政治家。
ムーディ・スパージョン・マクファーソン
声- 塩屋翼
アンの同級生。ギルバートの仲間。クィーン学院に進学。将来の夢は牧師。
ノーマン・キャンベル
アンの同級生。
トミー・スローン
声 - 門谷美佐
アンの同級生。
エラ・メイ・マクファーソン
アンの下級生。ムーディの妹。
ジェーン・アンドリュース
声 - 高木早苗
アンの同級生。アンとは仲のよい友人。日曜学校のピクニックではボートから落ちかける。
クィーン学院に一緒に進学する。家庭科の優等生。
ルビー・ギリス
声 - 小山まみ（第34話以降：高坂真琴）
アンの同級生。アンとは仲の良い友人。
ヒステリーを患っているため、ひとたび発作を起こすと手が付けられない。
クィーン学院に進学する。学院一の美人だという。何かあると一番に泣き出す。フィリップス先生が退任の際にも泣き出して、女生徒全員の号泣の呼び水となった。
ジョーシー・パイ
声 - 堀絢子
アンの同級生。
アンとはうまが合わないが、アン達と一緒にいることは多い。クィーン学院に進学する。
学院一口の悪い女学生で嫉妬深い。
少なからずアンに対抗意識は持っているようだが、その毒舌はアンに限らずクラスメイトに無差別に降り注ぐ。
シャーロットタウンで開催された共進博覧会のレース編みで1等賞を取るなど意外な一面もある。
ガーティ・パイ
声 - 間嶋里美
アンの同級生。ジョーシーの双子の姉妹。
ジョーシー同様、アンとは折り合いが悪く、彼女と一緒にクラスメイトに毒舌を吐いた。
一時期ダイアナの隣に座っていたが、性格の悪さ故に、ダイアナからは嫌われていた。
ソフィア・スローン
声 - つるたきみこ
アンの同級生で友達。チャーリーの姉。
ティリー・ポールター
声 - 川島千代子（第24話以降：向殿あさみ）
アンの同級生で友達。アンが初登校した日に最初に声を掛ける。
アンの学校騒ぎの件をリンド夫人に話し、心からアンの味方をした。
ミニー・アンドリュース
アンの同級生で優等生。一時期アンが隣に座る。
プリシー・アンドリュース
声 - 江川菜子
アンの上級生。フィリップス先生のお気に入り。初登場からほどなくしてクィーン学院に進学する。
エム・ホワイト
アンの同級生。

### シャーロットタウン、クィーン学院
ステラ・メイナード
声 - 松原雅子
アンのクィーン学院での一番の友達。アン曰く「赤い薔薇」のような少女。
プリシラ・グラント
声 - 江川菜子
アンのクィーン学院での一番の友達。アン曰く「夢見る乙女」のような少女。
下宿屋の主人
声 - 辻村真人
下宿屋の女将
声 - 高橋和枝
教師
声 - 緑川稔

### アヴォンリーの教会関連
アラン牧師
声 - 曽我部和行
アンの少女時代に年俸750ドルでアヴォンリーに赴任した若き牧師。「アイドルワイルド」で妻とワルツに興じるなど、おおよそ牧師らしくない自由闊達な部分がある反面、熱意と誠意のこもった布教活動はアヴォンリーの人々に好意を持って受け入れられる。
アラン夫人
声 - 江川菜子
アラン牧師の妻。アンの痛み止め薬入りレイヤーケーキを食べて以来、アラン夫人はアンの良き友人となり、いいアドバイスをしてくれる。アンのあこがれの人。
ヴィリアム・ベル
声 - 政宗一成
アヴォンリーでの教会行事や冠婚葬祭の世話を取り仕切る。子供たちにとっては日曜学校校長として認知されている。「アイドルワイルド」は彼の所有地である。

### その他重要人物
雑貨店の主人
声 - 島田彰
カーモディーの「ブレアの店」の主人。マシュウはこの店でアンの好きなチョコレートキャンディーを買った。
駅長
声 - 塩見竜介
アヴォンリーの駅長。髭をたくわえた肥満気味のおじさん。
ルシラ・ハリス
声 - 松尾佳子
カーモディーの店「サミュエル・ローソン」の女店員。店主夫人の姪でときどき店番をしている。アンにクリスマスのプレゼントの服を買おうとしたマシュウが、若い女性が店番と知らずに入ってしまい、しどろもどろになって不要な買い物をたくさんしてしまう。ずっと後にマシュウはアンのための買い物なら平気になり、ミス・ハリスとも馴染みになる。
ミセス・エヴァンス
声 - 平井道子
アンがホワイトサンズホテルで詩の朗読をした際、たまたま来ていたプロの朗読家。アンの詩を褒める。
医者
声 - 大山豊（第18話：加藤正之）
ジョン・サドラー
声 - 村松康雄
ラッセル氏
声 - 加藤精三
委員
声 - 木原正二郎
少女
声 - 白川澄子
婦人
声 - 遠藤晴
郵便局長
声 - 加藤正之
ロレッタ・ブラッドリー
声 - 松岡洋子
アンがアラン夫人の家にお茶に呼ばれた日に招待されていたもう一人の少女。
ジョン・ブライス
生徒
声 - 鈴木れい子
生徒
声 - 野崎貴美子
生徒
声 - 杉山絹重
少女
声 - 横沢啓子（現・よこざわけい子）
老人
声 - 池田勝
ナレーション
- 羽佐間道夫

## スタッフ
本作品はシリーズ中、高畑勲が演出（監督）、宮崎駿が作画スタッフとしてそれぞれクレジットに名を連ねた最後の作品となった。それまで1年おきに名作劇場に携わっていた高畑勲は本来、前作『ペリーヌ物語』の制作に参加する予定だったが、タイトルが決定した後になって高畑が原作に否定的見解を示し制作を拒否したため、本作品にスライド。宮崎駿らも同様にスライドして本作品にスタッフとして参加した。もっとも、宮崎はその後「アンは嫌いだ。後はよろしく」と述べて、映画『ルパン三世 カリオストロの城』の制作のため本作品より去っていったが、アンのイマジネーション豊かで自然の中で一人で行動することを好むキャラクターは、後に宮崎が手掛けたアニメ作品にも頻繁に表れる。また、富野由悠季が絵コンテを担当の一人だったことでも知られる。
- 製作 - 本橋浩一
- 製作管理 - 高桑充
- 企画 - 佐藤昭司
- プロデューサー - 中島順三、遠藤重夫、別所孝治（フジテレビ）
- 演出 - 高畑勲[16]
- 演出助手 - 馬場健一、腰繁男、楠葉宏三、稲見邦宏
- 脚本 - 高畑勲[16]・千葉茂樹[16]・磯村愛子[16]・神山征二郎[16]・神山魁三・高野丈邦・楠葉宏三・荒木芳久・白石なな子
- キャラクターデザイン・作画監督 - 近藤喜文[16]
- 場面設定・画面構成 - 宮崎駿（第1話 - 第15話、『ルパン三世 カリオストロの城』への参加のために降板）
- 場面構成 - 桜井美知代（第18話以降・クレジット表記による：宮崎の降板を受けての参加）
- 美術監督 - 井岡雅宏[16]
- 動画監督 - 前田英美
- 撮影監督 - 黒木敬七
- 撮影 - トランス・アーツ（萩原亨）
- 編集 - 瀬山武司
- 現像 - 東洋現像所
- 背景 - スタジオアクア （石橋健一・西原繁男）
- 彩色 - スタジオロビン
- 美術助手 - 阿部泰三郎・山本二三
- 音楽 - 毛利蔵人[16]
- 録音監督 - 浦上靖夫
- 録音制作 - オーディオ・プランニング・ユー
- 録音スタジオ - アバコスタジオ
- 効果 - 松田昭彦（フィズサウンド）
- 整音 - 中戸川次男
- 色指定・仕上検査 - 小山明子・保田道世
- 制作デスク - 増子相二郎
- 制作進行 - 高砂克己・小泉正二・宮下勇治・星出和彦 他
- 企画・制作 - 日本アニメーション[16]
- 制作 - 日本アニメーション・フジテレビ

## 主題歌
オープニングテーマ「きこえるかしら」
作詞 - 岸田衿子 / 作曲・編曲 - 三善晃 / 唄 - 大和田りつこ
エンディングテーマ「さめないゆめ」
作詞 - 岸田衿子 / 作曲・編曲 - 三善晃 / 唄 - 大和田りつこ
挿入歌
「あしたはどんな日」
作詞 - 岸田衿子 / 作曲・編曲 - 三善晃 / 唄 - 大和田りつこ
「森のとびらをあけて」
作詞 - 岸田衿子 / 作曲・編曲 - 三善晃 / 唄 - 大和田りつこ
「涙がこぼれても」
作詞 - 岸田衿子 / 作曲・編曲 - 毛利蔵人 / 唄 - 大和田りつこ
「花と花とは」
作詞 - 岸田衿子 / 作曲 - 三善晃 / 編曲 - 毛利蔵人 / 唄 - 大和田りつこ
「忘れないで」
作詞 - 岸田衿子 / 作曲・編曲 - 毛利蔵人 / 唄 - 大和田りつこ
「ちょうちょみたいに」
作詞 - 岸田衿子 / 作曲・編曲 - 毛利蔵人 / 唄 - 石毛恭子
主題歌（オープニング、エンディングとも）は現代音楽の作曲家三善晃が担当した。普段は前衛的な作品を書いている三善も、ここではアンに相応しいロマンチックな曲を書いている。しかし子供向けの単純な音楽に終わることはなく、他のアニメソングとは一線を画する卓越した手法が用いられた。オープニングとエンディングを含む大きな相違点に、楽器のみの間奏が盛り込まれ歌が部分的に休止を含んでいる点があげられる。
フランス近代音楽を思わせる色彩的な和声と楽器法、現代曲で扱い慣れているであろうテンプルブロックによるアクセント、豊かな雰囲気を醸し出すピアノとハープ、チェレスタ、サックス、グローフェ(テンプルブロック)、ドボルザーク(管弦楽の間奏で連打されるG, F#, Eは新世界よりの第三楽章から)、マクダウェル(曲尾の三連符の挿入)など北アメリカにちなんだ作曲家からの素材引用など枚挙に暇がない。レコーディング時の大和田りつこの回想によると、総譜は新聞紙並の大きさだったという。他に挿入歌2曲の作曲編曲と挿入歌1曲の作曲を担当した。世界名作劇場枠でOPにサックスが使われたのは初めてのことであった。
OPは終止直前にロ長調とニ短調主和音のポリコードが見られるが、これは同年に発表された「わおんのおどり」（音の森収録）からの巧妙な引用（両手のダイアトニックコードCEG, DFAから左手だけ半音下げてある）である。EDではチェレスタとピアノの二重協奏曲かと錯覚するほど16分音符がスコアの両パートを埋め尽くすが、三善のトレードマークとなった二台ピアノと混声合唱の作品は1978年以前には作曲されていない。エンディングテーマ用のアニメーションは結局制作されず、スタッフ紹介のみにとどまっている。
劇伴は当時若手の現代音楽作曲家だった毛利蔵人が担当した。三善が担当しなかったのは、桐朋学園大学の学長であり多忙で体調を崩しがちだったためである。三善は弟子筋にあたる毛利を制作者に推薦し、毛利の担当が決まった。毛利は当時武満徹のオーケストラ作品のスコア浄書を武満から頼まれて制作しており、要所で武満トーンが使われている。他に挿入歌3曲の作曲編曲と挿入歌1曲の編曲を担当した。

## 各話リスト
| 第1章  | 1979年 1月7日 | マシュウ・カスバート驚く          | 千葉茂樹 高畑勲     | 高畑勲          | 高畑勲          | 高畑勲 | 高畑勲 |
| 第2章  | 1月14日       | マリラ・カスバート驚く            | 千葉茂樹 高畑勲     | 高畑勲          | 高畑勲          | 高畑勲 | 高畑勲 |
| 第3章  | 1月21日       | グリーン・ゲイブルズの朝          | 磯村愛子 高畑勲     | 高畑勲          | 高畑勲          | 高畑勲 | 高畑勲 |
| 第4章  | 1月28日       | アン・生立ちを語る                | 高畑勲              | 高畑勲          | 高畑勲          | 高畑勲 | 高畑勲 |
| 第5章  | 2月4日        | マリラ決心する                    | 神山征二郎          | 池野文雄        | 高畑勲          |        |        |
| 第6章  | 2月11日       | グリーン・ゲイブルズのアン        | 磯村愛子 高畑勲     | 池野文雄        | 高畑勲          |        |        |
| 第7章  | 2月18日       | レイチェル夫人恐れをなす          | 神山征二郎          | 奥田誠治        | 高畑勲          |        |        |
| 第8章  | 2月25日       | アン日曜学校へ行く                | 神山征二郎 高畑勲   | とみの喜幸      | 高畑勲          |        |        |
| 第9章  | 3月4日        | おごそかな誓い                    | 神山征二郎          | とみの喜幸      | 高畑勲          |        |        |
| 第10章 | 3月11日       | アン・心の友と遊ぶ                | 神山征二郎 高畑勲   | 楠葉宏三 腰繁男 | 高畑勲          |        |        |
| 第11章 | 3月18日       | マリラ・ブローチをなくす          | 神山征二郎          | 奥田誠治        | 高畑勲          |        |        |
| 第12章 | 3月25日       | アン・告白する                    | 神山征二郎 高畑勲   | とみの喜幸      | 高畑勲          |        |        |
| 第13章 | 4月1日        | アン・学校へ行く                  | 神山征二郎 高畑勲   | 奥田誠治        | 高畑勲          |        |        |
| 第14章 | 4月8日        | 教室騒動                          | 神山魁三            | 奥田誠治        | 高畑勲          |        |        |
| 第15章 | 4月15日       | 秋の訪れ                          | 神山征二郎          | とみの喜幸      | 高畑勲          |        |        |
| 第16章 | 4月22日       | ダイアナをお茶に招く              | 高野丈邦            | 奥田誠治        | 高畑勲          |        |        |
| 第17章 | 5月6日        | アン、学校にもどる                | 神山征二郎 高畑勲   | とみの喜幸      | 高畑勲          |        |        |
| 第18章 | 5月13日       | アン、ミニー・メイを救う          | 神山征二郎 高畑勲   | 奥田誠治        | 高畑勲          |        |        |
| 第19章 | 5月20日       | ダイアナの誕生日                  | 高野丈邦            | 横田和善        | 高畑勲          |        |        |
| 第20章 | 5月27日       | 再び春が来て                      | 高野丈邦 高畑勲     | 腰繁男          | 高畑勲          |        |        |
| 第21章 | 6月3日        | 新しい牧師夫妻                    | 千葉茂樹            | 楠葉宏三        | 高畑勲          |        |        |
| 第22章 | 6月10日       | 香料ちがい                        | 千葉茂樹            | 横田和善        | 高畑勲 横田和善 |        |        |
| 第23章 | 6月17日       | アン・お茶によばれる              | 千葉茂樹 高畑勲     | 腰繁男          | 高畑勲          |        |        |
| 第24章 | 6月24日       | 面目をかけた大事件                | 千葉茂樹            | 楠葉宏三        | 高畑勲          |        |        |
| 第25章 | 7月1日        | ダイアナへの手紙                  | 高野丈邦 高畑勲     | 横田和善        | 高畑勲 横田和善 |        |        |
| 第26章 | 7月8日        | コンサートの計画                  | 千葉茂樹 高畑勲     | 奥田誠治        | 高畑勲          |        |        |
| 第27章 | 7月15日       | マシュウとふくらんだ袖            | 高野丈邦 高畑勲     | 腰繁男          | 高畑勲          |        |        |
| 第28章 | 7月22日       | クリスマスのコンサート            | 高野丈邦 高畑勲     | 光延博愛        | 高畑勲          |        |        |
| 第29章 | 7月29日       | アン・物語クラブを作る            | 高畑勲 横田和善     | 高畑勲 横田和善 | 高畑勲 横田和善 |        |        |
| 第30章 | 8月5日        | 虚栄と心痛                        | 高畑勲 高野丈邦     | 楠葉宏三        | 高畑勲          |        |        |
| 第31章 | 8月12日       | 不運な白百合姫                    | 荒木芳久 高畑勲     | 斉藤博          | 高畑勲          |        |        |
| 第32章 | 8月19日       | 生涯の一大事                      | 千葉茂樹 高畑勲     | 腰繁男          | 高畑勲          |        |        |
| 第33章 | 8月26日       | クィーン組の呼びかけ              | 千葉茂樹 高畑勲     | 横田和善        | 高畑勲 横田和善 |        |        |
| 第34章 | 9月9日        | ダイアナとクィーン組の仲間        | 千葉茂樹 高畑勲     | 楠葉宏三        | 高畑勲          |        |        |
| 第35章 | 9月16日       | 夏休み前の思わく                  | 荒木芳久 高畑勲     | 腰繁男          | 高畑勲          |        |        |
| 第36章 | 9月23日       | 物語クラブのゆくえ                | 高野丈邦 高畑勲     | 横田和善        | 高畑勲 横田和善 |        |        |
| 第37章 | 9月30日       | 十五歳の春                        | 高野丈邦 楠葉宏三   | 楠葉宏三        | 高畑勲          |        |        |
| 第38章 | 10月7日       | 受験番号は13番                    | 千葉茂樹 高畑勲     | 馬場健一        | 高畑勲          |        |        |
| 第39章 | 10月14日      | 合格発表                          | 千葉茂樹 高畑勲     | 腰繁男          | 高畑勲          |        |        |
| 第40章 | 10月21日      | ホテルのコンサート                | 荒木芳久 高畑勲     | 横田和善        | 高畑勲 横田和善 |        |        |
| 第41章 | 10月28日      | クィーン学院への旅立ち            | 荒木芳久 高畑勲     | 楠葉宏三        | 高畑勲 楠葉宏三 |        |        |
| 第42章 | 11月4日       | 新しい学園生活                    | 荒木芳久 高畑勲     | 馬場健一        | 高畑勲 馬場健一 |        |        |
| 第43章 | 11月11日      | 週末の休暇                        | 神山征二郎 高畑勲   | 腰繁男          | 高畑勲 腰繁男   |        |        |
| 第44話 | 11月18日      | クィーン学院の冬                  | 神山征二郎 高畑勲   | 横田和善        | 高畑勲 横田和善 |        |        |
| 第45話 | 11月25日      | 栄光と夢                          | 千葉茂樹 白石なな子 | 楠葉宏三        | 高畑勲 楠葉宏三 |        |        |
| 第46章 | 12月2日       | マシュウの愛                      | 千葉茂樹 白石なな子 | 馬場健一        | 高畑勲 馬場健一 |        |        |
| 第47章 | 12月9日       | 死と呼ばれる刈入れ人              | 荒木芳久 高畑勲     | 腰繁男          | 高畑勲 腰繁男   |        |        |
| 第48章 | 12月16日      | マシュウ我が家を去る              | 荒木芳久 高畑勲     | 横田和善        | 高畑勲 横田和善 |        |        |
| 第49章 | 12月23日      | 曲り角                            | 荒木芳久 高畑勲     | 楠葉宏三        | 高畑勲 楠葉宏三 |        |        |
| 第50章 | 12月30日      | 神は天にいまし すべて世は事もなし | 荒木芳久 高畑勲     | 馬場健一        | 高畑勲 馬場健一 |        |        |

## ネット局
※放送日時は1979年9月中旬 - 10月上旬時点（西日本放送については1979年2月中旬 - 3月上旬時点）、放送系列は放送当時のものとする。
| 放送地域               | 放送局         | 放送日時           | 放送系列                                     | 備考   |
| ---------------------- | -------------- | ------------------ | -------------------------------------------- | ------ |
| 関東広域圏             | フジテレビ     | 日曜 19:30 - 20:00 | フジテレビ系列                               | 制作局 |
| 北海道                 | 北海道文化放送 | 日曜 19:30 - 20:00 | フジテレビ系列                               |        |
| 宮城県                 | 仙台放送       | 日曜 19:30 - 20:00 | フジテレビ系列                               |        |
| 秋田県                 | 秋田テレビ     | 日曜 19:30 - 20:00 | フジテレビ系列                               |        |
| 山形県                 | 山形テレビ     | 日曜 19:30 - 20:00 | フジテレビ系列                               |        |
| 長野県                 | 長野放送       | 日曜 19:30 - 20:00 | フジテレビ系列                               |        |
| 静岡県                 | テレビ静岡     | 日曜 19:30 - 20:00 | フジテレビ系列                               |        |
| 富山県                 | 富山テレビ     | 日曜 19:30 - 20:00 | フジテレビ系列                               |        |
| 石川県                 | 石川テレビ     | 日曜 19:30 - 20:00 | フジテレビ系列                               |        |
| 福井県                 | 福井テレビ     | 日曜 19:30 - 20:00 | フジテレビ系列                               |        |
| 中京広域圏             | 東海テレビ     | 日曜 19:30 - 20:00 | フジテレビ系列                               |        |
| 近畿広域圏             | 関西テレビ     | 日曜 19:30 - 20:00 | フジテレビ系列                               |        |
| 島根県・鳥取県         | 山陰中央テレビ | 日曜 19:30 - 20:00 | フジテレビ系列                               |        |
| 岡山県 →岡山県・香川県 | 岡山放送       | 日曜 19:30 - 20:00 | フジテレビ系列                               | [ 25 ] |
| 広島県                 | テレビ新広島   | 日曜 19:30 - 20:00 | フジテレビ系列                               |        |
| 愛媛県                 | 愛媛放送       | 日曜 19:30 - 20:00 | フジテレビ系列                               | [ 26 ] |
| 福岡県                 | テレビ西日本   | 日曜 19:30 - 20:00 | フジテレビ系列                               |        |
| 佐賀県                 | サガテレビ     | 日曜 19:30 - 20:00 | フジテレビ系列                               |        |
| 熊本県                 | テレビ熊本     | 日曜 19:30 - 20:00 | フジテレビ系列 日本テレビ系列 テレビ朝日系列 |        |
| 沖縄県                 | 沖縄テレビ     | 日曜 19:30 - 20:00 | フジテレビ系列                               |        |
| 青森県                 | 青森放送       | 土曜 18:00 - 18:30 | 日本テレビ系列 テレビ朝日系列                |        |
| 岩手県                 | 岩手放送       | 日曜 18:00 - 18:30 | TBS系列                                      | [ 27 ] |
| 福島県                 | 福島テレビ     | 土曜 18:00 - 18:30 | TBS系列 フジテレビ系列                       |        |
| 山梨県                 | 山梨放送       | 水曜 19:00 - 19:30 | 日本テレビ系列                               |        |
| 新潟県                 | 新潟総合テレビ | 月曜 18:30 - 19:00 | フジテレビ系列 日本テレビ系列 テレビ朝日系列 |        |
| 山口県                 | 山口放送       | 月曜 19:00 - 19:30 | 日本テレビ系列 テレビ朝日系列                |        |
| 徳島県                 | 四国放送       | 木曜 19:00 - 19:30 | 日本テレビ系列                               |        |
| 香川県                 | 西日本放送     | 月曜 18:00 - 18:30 | 日本テレビ系列                               | [ 28 ] |
| 長崎県                 | テレビ長崎     | 日曜 18:00 - 18:30 | フジテレビ系列 日本テレビ系列                | [ 29 ] |
| 大分県                 | テレビ大分     | 土曜 18:00 - 18:30 | 日本テレビ系列 フジテレビ系列 テレビ朝日系列 | [ 29 ] |
| 宮崎県                 | テレビ宮崎     | 土曜 18:30 - 19:00 | 日本テレビ系列 フジテレビ系列 テレビ朝日系列 | [ 29 ] |
| 鹿児島県               | 鹿児島テレビ   | 土曜 19:00 - 19:30 | 日本テレビ系列 フジテレビ系列 テレビ朝日系列 | [ 29 ] |

## CD,LP
- 赤毛のアン 想い出音楽館（日本コロムビア COCX-32784 → 85）
- 赤毛のアン うたとおはなし（日本コロムビアCS-7119）
- 赤毛のアン〜グリーンゲイブルズのアン〜（日本コロムビアCS-7147, COCC-12682）
- オリジナルBGMコレクション 赤毛のアン（日本コロムビアCX-7033, COCC-72029）
- EVER GREEN SERIES 赤毛のアン（日本コロムビアCOCC-9682）

## 映像ソフト化
- テレビシリーズのDVDは1999年3月25日から6月25日にかけて、全13巻が発売された。

## デジタルリマスター版
- 2014年上半期の連続テレビ小説『花子とアン』の放送に併せ、NHK BSプレミアムにて2014年4月7日より1年間放送された。これまでの標準画質から16:9のハイビジョン画質に引き伸ばしたデジタルリマスター版だが、EDは時間内に収めるため、クレジット表示を早めて放送していた。ED最後の「制作 日本アニメーション フジテレビ（局ロゴの下に別所考冶）」は左下に表示される。
- TVQ九州放送では2017年9月16日から2018年9月8日まで（毎週土曜6:30 - 7:00）[30]、テレビ愛知では2017年9月25日から12月1日まで（毎週月 - 金曜17:25 - 17:55）、それぞれ再放送が実施された。

## 英語吹替え版放送
スカイパーフェクTV!343チャンネルのGLC24時間英会話チャンネルにて、2006年4月8日から7月16日まで連日放送が実施された（全50話なので100日間の放送）。放送時間は10:30、19:00、翌4:30の3回。30分の帯放送で、英語字幕ありと英語字幕なしの放送があった。また画面にはGLCロゴと英語台本販売のテロップが挿入された状態での放送となった。
2006年8月から11月には再放送も実施された。

## 海外での放送
本放送終了後の1980年に、本作品がイタリアで放送されたことがあり、その際のタイトルは、原題Anne of Green Gablesのイタリア語訳ではなく、邦題『赤毛のアン』の直訳Anna dai capelli rossiが使われた。原作本がイタリアで紹介されるよりも先に本作品が放送されたため、イタリアでは現在翻訳刊行されているモンゴメリの原作小説のタイトルも、『赤毛のアン』を意味するAnna dai capelli rossiとなっている。

## 評価

### 押井守
映画監督でアニメーション演出家の押井守は「演出家にとって勉強になる作品」だと評価し、一例として「怒り」という感情を、従来の眉を吊り上げたり、口パク2枚（閉じ口、開き口）でストレートに表現するのではなく、第1話～3話に於いては、背中越しや横顔、あるいは立ち尽くす場面などから怒りを表現しており、押井自身、該当する場面を観て演出の参考にしたという。

## 劇場版
『赤毛のアン グリーンゲーブルズへの道』は、2010年7月17日より公開の第1話から第6話までを再編集した劇場作品。
元々も、1989年に再編集版映画の第1部として編集されたものの、当時は劇場では公開できず、20年を経て公開に至った。テレビから引用したシーンでカットしている箇所は少ないが、1本としてまとまりのある作品となっている。キャッチコピーは「楽しもうと決心すれば、たいてい いつでも楽しくできるものよ。」『借りぐらしのアリエッティ』と同日公開で、シネマアンジェリカで初日単館公開（以降全国5館で順次ロードショー）。ぴあ初日満足度ランキング（ぴあ映画生活調べ）では第2位となっている。
2013年11月18日に、日本テレビでテレビ初放映された。
劇場公開が見送られた翌年、1990年7月から8月にかけて北海道のテーマパーク「カナディアンワールド」の「オープン記念」として弘前市・秋田市・山形市・盛岡市・仙台市・福島市の東北6都市の公会堂・ホール限定で同作品のローカル上映会が開催された。またこれに先んじて、同年2月から3月にかけて九州地方でも「福岡地区」「筑豊地区」「小群地区」「北九州地区」「宗像地区」および「大牟田地区」の合計6地区の公会堂・ホール限定で、ローカル上映会が開催された。その際の同時上映作品は、本作品で場面設定・画面構成を担当した宮崎駿監督作品『となりのトトロ』だった。

### 劇場版キャスト
- アン - 山田栄子
- マリラ - 北原文枝
- マシュウ - 槐柳二
- ナレーション - 羽佐間道夫

### 劇場版スタッフ
- 脚本・監督 - 高畑勲
- 原作 - ルーシー・モード・モンゴメリ
- 脚本 - 千葉茂樹、磯村愛子、神山征二郎
- 場面設定・画面構成 - 宮崎駿
- キャラクターデザイン・作画監督 - 近藤喜文
- 美術監督 - 井岡雅宏
- 音楽 - 三善晃、毛利蔵人
- 制作 - 日本アニメーション
- 提供 - 三鷹の森ジブリ美術館、スタジオジブリ、日本テレビ、ディズニー
- 特別協賛 - 日清製粉グループ
- 配給 - 三鷹の森ジブリ美術館

## 参考資料
- 赤毛のアン資料集（1981年、日本アニメーション編集発行） - 公式資料集。各種設定、名場面、絵コンテ・レイアウト、制作リストなど。
- 世界名作劇場「赤毛のアン」メモリアル・アルバム（2005年、河出書房新社） - 網羅的な資料集。スタッフなどのインタビューあり。また、宮崎駿によるレイアウトも納められている。ただし、スタッフリストは簡略版。
- 高畑勲『映画を作りながら考えたこと』（1991年、徳間書店） - アンについて1章が充てられている。